# Johntá Austin
Johntá Maurice Austin (nascido em 28 de junho de 1980) é um cantor e compositor norte-americano. Atualmente tem contrato com a gravadora de Jermaine Dupri, So So Def Recordings. Ele é conhecido por colaborar com os produtores Bryan-Michael Cox, Jermaine Dupri & e a equipe de produtores StarGate. Austin foi premiado com dois prêmios Grammy por seu trabalho nas músicas "We Belong Together" de Mariah Carey e "Be Without You", de Mary J. Blige.

## Vida pessoal e carreira
Austin cresceu em Atlanta, Georgia. Em 1989, com a idade de oito anos, Austin apresentou o programa de televisão Beat Kid na CNN. Paresentava eventos atuais, esportes e entretenimento do mundo, Austin passou a se tornar o chefe do escritório em Atlanta para o programa de notícias semanal na CNN, Real News for Kids e tornou-se repórter com meia hora semanal no programa, Feed Your Mind. Austin cresceu cantando em corais de igreja e queria se tornar um ator, chegou a entrevistar celebridades como Michael Jackson e Michael Jordan, entre outros, e em 1993, fez sua estréia na televisão em The Arsenio Hall Show, onde ele admitiu que gostava de cantar e foi convidado para cantar com a banda de Arsenio Hall.

## Discografia

### Álbuns de estúdio
- 2008 - Ocean Drive (não lançado)
- TBA - Love, Sex, & Religion